# 進化的軍拡競走
進化的軍拡競走（または、-争、evolutionary arms race）とは生物の進化において、ある適応とそれに対する対抗適応が競うように発達する（かのようにみえる）共進化プロセスの一種。軍備拡張競争に類似していることから名付けられた。進化的軍拡競走は捕食者と被食者、寄主と寄生者のように異なる種におきる。また同種間でもコミュニケーション信号による操作/操作回避、ランナウェイプロセス、赤の女王効果のように同種間でも起きうる。同種間の進化的軍拡競走の例は雌雄間の対立においてみられる。ティエリー・ロドは進化における競争者間の相互作用が形質置換や競争者間の共進化に果たす役割を強調した。
共進化は必ずしも進化的軍拡を促すわけではない。例えば相利共生は協調的な適応を二つの種の間に引き起こすかも知れない。ある種の花は紫外線色の模様でミツバチを花の中心に誘導し、受粉を促す。また共進化は一般的な定義では異種間に起きるものを指す。雌雄間の対立のような同一種内の軍拡競走は除外される。身近な進化的軍拡は人間と微生物の間で行われる。抗生物質は微生物に選択圧を加え、微生物は薬剤耐性を進化させる。
進化に一般的な方向性はなく、また進歩や前進の傾向もない。しかし進化的軍拡競走は一時的には進化に明確な方向性を与え、進歩や前進の傾向を与える。例えば昆虫のすばらしい擬態は捕食者の目と擬態の間に起きる進化的軍拡競走で説明できる。

## 対称的競走と非対称的競走
軍拡競走は対称的な場合と非対称的な場合で分類することができる。対称的な軍拡競走は関与するものに同じ方向の選択圧を与える。この例は光を得るための競走の結果としてより高くなる木である。選択的な利点はどの木にとっても高くなることである。
非対称的な軍拡は二つの対象に異なる選択圧を加える。感染力を高める寄生虫と、感染耐性を高めるホストがこの例である。

## 外来種
以前に進化的軍拡競走にさらされなかった種は、新たな捕食者、競争者と遭遇したときに適応する前に厳しい不利にさらされ、時には絶滅するかも知れない。これはオーストラリア、ハワイ、小笠原諸島や屋久島、ガラパゴス諸島など独立した生態系では一般的な問題である。オーストラリアでは多くの外来種、例えばウサギやヒキガエルは競争種、天敵、エサになる生物の対抗適応の不在によって急速に広まった。進化的軍拡競走は土着の種が外来種によって危険にさらされる原因を説明する。

## 関連文献
- Dawkins, R. & Krebs, J.R. (1979). Arms races between and within species.  Proceedings of the Royal society of London, B 205:489-511.
- Vermeij, G. J. (1987). Evolution and escalation: An ecological history of life. Princeton University Press.